# Ambāgarh Chauki
Ambāgarh Chauki är en ort i Indien.   Den ligger i distriktet Rāj Nāndgaon och delstaten Chhattisgarh, i den centrala delen av landet, 900 km söder om huvudstaden New Delhi. Ambāgarh Chauki ligger 335 meter över havet och antalet invånare är 9 265.
Terrängen runt Ambāgarh Chauki är platt. Runt Ambāgarh Chauki är det ganska tätbefolkat, med 199 invånare per kvadratkilometer. Det finns inga andra samhällen i närheten. Trakten runt Ambāgarh Chauki består till största delen av jordbruksmark.